# Commerce (Oklahoma)
Commerce – miasto w Stanach Zjednoczonych, w stanie Oklahoma, w hrabstwie Ottawa.